# West Indies Cricket Team in Südafrika in der Saison 2007/08
Die Tour des West Indies Cricket Teams nach Südafrika in der Saison 2007/08 fand vom 16. Dezember 2007 bis zum 3. Februar 2008 statt. Die internationale Cricket-Tour war Bestandteil der Internationalen Cricket-Saison 2007/08 und umfasste drei Tests, fünf ODIs und zwei Twenty20. Südafrika gewann die Test-Serie 2–1 und die ODI-Serie 5–0, während die Twenty20-Serie 1–1 unentschieden endete.

## Vorgeschichte
Südafrika bestritt zuvor eine Tour gegen Neuseeland, die West Indies in Simbabwe. Das letzte Aufeinandertreffen der beiden Mannschaften bei einer Tour fand in der Saison 2006 in den West Indies statt.

## Stadien
Für die Tour wurden folgende Stadien als Austragungsorte vorgesehen.
| Stadion                  | Stadt          | Kapazität | Spiele                  |
| ------------------------ | -------------- | --------- | ----------------------- |
| Centurion Park           | Centurion      | 22.000    | 1. ODI                  |
| Sahara Stadium Kingsmead | Durban         | 25.000    | 3. Test; 4. ODI         |
| Wanderers Stadium        | Johannesburg   | 34.000    | 5. ODI; 2. T20          |
| Newlands Cricket Ground  | Kapstadt       | 25.000    | 2. Test; 2. ODI         |
| Sahara Oval St George’s  | Port Elizabeth | 19.000    | 1. Test; 3. ODI; 1. T20 |

## Kaderlisten
Die West Indies genannten ihren Test-Kader am 28. November 2007 und ihren ODI-Kader am 10. Januar 2008.
Südafrika benannte seinen Twenty20-Kader am 5. Dezember, den Test-Kader am 16. Dezember 2007 und den ODI-Kader am 14. Januar 2008.
| Test | Test | ODI | ODI | Twenty20 | Twenty20 |
| Südafrika | West Indies | Südafrika | West Indies | Südafrika | West Indies |
| --- | --- | --- | --- | --- | --- |
| - Shaun Pollock (K) - Graeme Smith (K) - Ashwell Prionce (VK) - Hashim Amla - Gulam Bodi - Johan Botha - Mark Boucher (wk) - AB de Villiers (wk) - Jean-Paul Duminy - Herschelle Gibbs - Paul Harris - Jacques Kallis - Neul McKenzie - Albie Morkel - André Nel - Makhaya Ntini - Vernon Philander - Dale Steyn - Morne van Wyk - Monde Zondeki | - Chris Gayle (K) - Dwayne Bravo (VK) - Patrick Browne - Shivnarine Chanderpaul - Pedro Collins - Fidel Edwards - Daren Ganga - Rawl Lewis - Runako Morton - Brenton Parchment - Daren Powell - Denesh Ramdin (wk) - Darren Sammy - Marlon Samuels - Devon Smith - Jerome Taylor | - Graeme Smith (K) - Johan Botha - Mark Boucher (wk) - AB de Villiers - Jean-Paul Duminy - Herschelle Gibbs - Jacques Kallis - Charl Langeveldt - Albie Morkel - Morne Morkel - André Nel - Makhaya Ntini - Justin Ontong - Shaun Pollock - Dale Steyn | - Dwayne Bravo (K) - Patrick Browne (wk) - Shivnarine Chanderpaul - Sewnarine Chattergoon - Fidel Edwards - Chris Gayle - Rawl Lewis - Runako Morton - Brenton Parchment - Daren Powell - Denesh Ramdin (wk) - Ravi Pampaul - Darren Sammy - Marlon Samuels - Devon Smith - Jerome Taylor | - Shaun Pollock (K) - Graeme Smith (K) - Gulam Bodi - Johan Botha - Mark Boucher (wk) - AB de Villiers (wk) - Jean-Paul Duminy - Herschelle Gibbs - Jaques Kallis - Charl Langeveldt - Albie Morkel - Morne Morkel - André Nel - Makhaya Ntini - Justin Ontong - Vernon Philander - Dale Steyn - Morne van Wyk - Monde Zondeki | - Chris Gayle (K) - Dwayne Bravo (VK) - Shivnarine Chanderpaul - Pedro Collins - Fidel Edwards - Daren Ganga - Rawl Lewis - Runako Morton - Brenton Parchment - Daren Powell - Denesh Ramdin (wk) - Darren Sammy - Marlon Samuels - Devon Smith - Jerome Taylor |

## Tour Matches
| 14. Dezember Scorecard | East London | Makhaya Ntini Invitation XI 176-9 (25/25) | – | West Indians 110-5 (16.2/16.2) |
|                        |             | Makhaya Ntini Invitation XI (D/L method)  |   |                                |

| 19. – 21. Dezember Scorecard | East London | West Indians 193 (65.1) & 214 (78.3)  | – | South Afrika A 371 (106.5) & 39-0 (9) |
|                              |             | South Afrika A gewinnt mit 10 Wickets |   |                                       |

## Twenty20 Internationals

### Erstes Twenty20 in Port Elizabeth
| 16. Dezember Scorecard | Port Elizabeth | Südafrika 58-8 (13/13)            | – | West Indies 60-5 (9.5/13) |
|                        |                | West Indies gewinnt mit 5 Wickets |   |                           |

### Zweites Twenty20 in Johannesburg
| 18. Januar Scorecard | Johannesburg | West Indies 131-7 (20)          | – | Südafrika 134-6 (19.2) |
|                      |              | Südafrika gewinnt mit 4 Wickets |   |                        |

## Tests

### Erster Test in Port Elizabeth
| 26. – 30. Dezember Scorecard | Port Elizabeth | West Indies 408 (133.4) & 175 (57.4) | – | Südafrika 195 (62.1) & 260 (74.5) |
|                              |                | West Indies gewinnt mit 128 Runs     |   |                                   |

### Zweiter Test in Kapstadt
| 2. – 6. Januar Scorecard | Kapstadt | West Indies 243 (92) & 262 (101.5) | – | Südafrika 321 (118.2) & 186-3 (35.2) |
|                          |          | Südafrika gewinnt mit 7 Wickets    |   |                                      |

Während des Spiels verkündete der Südafrikaner Shaun Pollock seinen Rücktritt vom internationalen Cricket nach der Tour.

### Dritter Test in Durban
| 10. – 14. Januar Scorecard | Durban | West Indies 139 (34.3) & 317 (86.5)              | – | Südafrika 556-4d (120) |
|                            |        | Südafrika gewinnt mit einem Innings und 100 Runs |   |                        |

## One-Day Internationals

### Erstes ODI in Centurion
| 20. Januar Scorecard | Centurion | West Indies 175 (35.5/36)       | – | Südafrika 176-4 (34/36) |
|                      |           | Südafrika gewinnt mit 6 Wickets |   |                         |

### Zweites ODI in Kapstadt
| 25. Januar Scorecard | Kapstadt | Südafrika 255-9 (50)            | – | West Indies 169 (48.2) |
|                      |          | Südafrika gewinnt mit 6 Wickets |   |                        |

### Drittes ODI in Port Elizabeth
| 27. Januar Scorecard | Port Elizabeth | West Indies 252-7 (50)          | – | Südafrika 256-3 (48.4) |
|                      |                | Südafrika gewinnt mit 7 Wickets |   |                        |

### Viertes ODI in Durban
| 1. Februar Scorecard | Durban | West Indies 263-9 (50)          | – | Südafrika 266-5 (47.5) |
|                      |        | Südafrika gewinnt mit 5 Wickets |   |                        |

### Fünftes ODI in Johannesburg
| 3. Februar Scorecard | Johannesburg | West Indies 295-7 (50)                       | – | Südafrika 211-2 (28.5/31) |
|                      |              | Südafrika gewinnt mit 8 Wickets (D/L method) |   |                           |

## Statistiken
Die folgenden Cricketstatistiken wurden bei dieser Tour erzielt.
| Tests                  | Tests       | Tests   | Tests   | Tests   | Tests   | Tests   | Tests   | Tests   |
| Batting                | Batting     | Batting | Batting | Batting | Batting | Batting | Batting | Batting |
| Spieler                | Mannschaft  | Spiele  | Innings | Runs    | Average | HS      | 100s    | 50s     |
| ---------------------- | ----------- | ------- | ------- | ------- | ------- | ------- | ------- | ------- |
| Marlon Samuels         | West Indies | 3       | 6       | 314     | 52,33   | 105     | 1       | 2       |
| Graeme Smith           | Südafrika   | 3       | 5       | 299     | 59,80   | 147     | 1       | 1       |
| Ashwell Prince         | Südafrika   | 3       | 5       | 263     | 87,66   | 123*    | 1       | 1       |
| Shivnarine Chanderpaul | West Indies | 3       | 5       | 247     | 82,33   | 104     | 1       | 2       |
| AB de Villiers         | Südafrika   | 3       | 5       | 247     | 61,75   | 103*    | 1       | 2       |
| Bowling                |             |         |         |         |         |         |         |         |
| Spieler                | Mannschaft  | Spiele  | Overs   | Wickets | Average | BBI     | 5W      | 10W     |
| Dale Steyn             | Südafrika   | 3       | 117.4   | 20      | 19,10   | 6/72    | 1       | 0       |
| Andre Nel              | Südafrika   | 3       | 105.1   | 13      | 26,23   | 3/45    | 0       | 0       |
| Dwayne Bravo           | West Indies | 3       | 73.1    | 10      | 20,30   | 4/24    | 0       | 0       |
| Makhaya Ntini          | Südafrika   | 3       | 116     | 10      | 38,50   | 3/100   | 0       | 0       |
| Jerome Taylor          | West Indies | 3       | 83      | 9       | 31,77   | 3/46    | 0       | 0       |

| ODIs                   | ODIs        | ODIs    | ODIs    | ODIs    | ODIs    | ODIs    | ODIs    | ODIs    |
| Batting                | Batting     | Batting | Batting | Batting | Batting | Batting | Batting | Batting |
| Spieler                | Mannschaft  | Spiele  | Innings | Runs    | Average | HS      | 100s    | 50s     |
| ---------------------- | ----------- | ------- | ------- | ------- | ------- | ------- | ------- | ------- |
| JP Duminy              | Südafrika   | 5       | 4       | 227     | 113,50  | 79*     | 0       | 2       |
| Jacques Kallis         | Südafrika   | 5       | 5       | 227     | 75,66   | 121*    | 1       | 1       |
| Graeme Smith           | Südafrika   | 5       | 5       | 198     | 39,60   | 86      | 0       | 3       |
| Herschelle Gibbs       | Südafrika   | 4       | 4       | 161     | 40,25   | 102     | 1       | 0       |
| Shivnarine Chanderpaul | West Indies | 4       | 4       | 150     | 37,50   | 54      | 0       | 2       |
| Bowling                |             |         |         |         |         |         |         |         |
| Spieler                | Mannschaft  | Spiele  | Overs   | Wickets | Average | BBI     | 5W      | 10W     |
| Morné Morkel           | Südafrika   | 3       | 27.2    | 7       | 20,71   | 4/36    | 0       | 0       |
| Charl Langeveldt       | Südafrika   | 4       | 34      | 7       | 25,71   | 3/61    | 0       | 0       |
| Shaun Pollock          | Südafrika   | 5       | 47      | 6       | 21,83   | 2/13    | 0       | 0       |
| Daren Powell           | West Indies | 4       | 34      | 5       | 32,60   | 2/39    | 0       | 0       |
| Andre Nel              | Südafrika   | 3       | 20      | 4       | 26,75   | 2/36    | 0       | 0       |
| Jerome Taylor          | West Indies | 3       | 28.4    | 4       | 33,25   | 4/34    | 0       | 0       |
| Fidel Edwards          | West Indies | 4       | 31      | 4       | 45,00   | 1/27    | 0       | 0       |
| Dale Steyn             | Südafrika   | 4       | 37.5    | 4       | 49,75   | 2/24    | 0       | 0       |

| Twenty20s     | Twenty20s   | Twenty20s | Twenty20s | Twenty20s | Twenty20s | Twenty20s | Twenty20s | Twenty20s |
| Batting       | Batting     | Batting   | Batting   | Batting   | Batting   | Batting   | Batting   | Batting   |
| Spieler       | Mannschaft  | Spiele    | Innings   | Runs      | Average   | HS        | 100s      | 50s       |
| ------------- | ----------- | --------- | --------- | --------- | --------- | --------- | --------- | --------- |
| Shaun Pollock | Südafrika   | 2         | 2         | 38        | 38,00     | 36*       | 0         | 0         |
| Runako Morton | West Indies | 2         | 2         | 32        | 16,00     | 20        | 0         | 0         |
| Denesh Ramdin | West Indies | 2         | 2         | 31        | 31,00     | 19        | 0         | 0         |
| Albie Morkel  | Südafrika   | 2         | 2         | 29        | 29,00     | 28*       | 0         | 0         |
| Johan Botha   | Südafrika   | 2         | 1         | 28        |           | 28*       | 0         | 0         |
| Bowling       |             |           |           |           |           |           |           |           |
| Spieler       | Mannschaft  | Spiele    | Overs     | Wickets   | Average   | BBI       | 5W        | 10W       |
| Jerome Taylor | West Indies | 2         | 7         | 5         | 7,00      | 3/6       | 0         | 0         |
| Dale Steyn    | Südafrika   | 1         | 3         | 4         | 2,25      | 4/9       | 0         | 0         |
| Darren Sammy  | West Indies | 2         | 6         | 4         | 7,50      | 3/21      | 0         | 0         |
| Makhaya Ntini | Südafrika   | 2         | 7         | 2         | 19,00     | 2/22      | 0         | 0         |
| Shaun Pollock | Südafrika   | 2         | 6         | 2         | 19,00     | 1/19      | 0         | 0         |

## Player of the Series
Als Player of the Series wurden die folgenden Spieler ausgezeichnet.
| Serie | Player of the Series    |
| ----- | ----------------------- |
| Test  | Dale Steyn              |
| ODI   | JP Duminy Shaun Pollock |

### Player of the Match
Als Player of the Match wurden die folgenden Spieler ausgezeichnet.
| Spiel   | Player of the Match |
| ------- | ------------------- |
| 1. T20  | Jerome Taylor       |
| 2. T20  | Shaun Pollock       |
| 1. Test | Marlon Samuels      |
| 2. Test | Ashwell Prince      |
| 3. Test | Ashwell Prince      |
| 1. ODI  | JP Duminy           |
| 2. ODI  | Shaun Pollock       |
| 3. ODI  | Jacques Kallis      |
| 4. ODI  | AB de Villiers      |
| 5. ODI  | Herschelle Gibbs    |